# لوك وات
لوك وات (بالإنجليزية: Luke Watt)‏ (20 يونيو 1997 بغلاسكو في المملكة المتحدة - ) هو لاعب كرة قدم بريطاني في مركز الدفاع. لعب مع نادي ماذرويل.

## وصلات خارجية
- لوك وات على موقع قاعدة بيانات كرة القدم.إي يو (الإنجليزية)
- لوك وات على موقع Soccerbase.com (لاعب) (الإنجليزية)
- لوك وات على موقع Soccerway.com (الإنجليزية)
- لوك وات على موقع عالم كرة القدم.نت (الإنجليزية)